# Museo UFO
L'İstanbul UFO Müzesi di Istanbul è stato un museo dedicato agli UFO, inaugurato il 18 gennaio 2002 e chiuso nel 2011.
Il progetto di questo museo (diretto da Haktan Akdogan del Sirius UFO Space Sciences Research Center) si è concretizzato anche grazie ai dati ed agli archivi forniti da centinaia di associazioni ufologiche nel mondo.